# Angola i olympiska sommarspelen 2020
Angola deltog med en trupp på 20 idrottare vid de olympiska sommarspelen 2020 i Tokyo som hölls mellan den 23 juli och 8 augusti 2021 efter att ha blivit framflyttad ett år på grund av coronaviruspandemin. Det var 10:e sommar-OS som Angola deltog vid sedan landets debut 1980. Sedan dess har Angola endast missat ett sommar-OS, 1984 i Los Angeles, då landet var en del av Sovjetunionens bojkott. Ingen av landets deltagare erövrade någon medalj.

## Friidrott
Förkortningar
- Notera– Placeringar avser endast det specifika heatet.
- Q = Tog sig vidare till nästa omgång
- q = Tog sig vidare till nästa omgång som den snabbaste förloraren eller, i teknikgrenarna, genom placering utan att nå kvalgränsen
- i.u. = Omgången fanns inte i grenen
- Bye = Idrottaren behövde inte tävla i omgången

Gång- och löpgrenar
| Idrottare    | Gren            | Kval     | Kval      | Omgång 1         | Omgång 1         | Semifinal        | Semifinal        | Final            | Final            |
| Idrottare    | Gren            | Resultat | Placering | Resultat         | Placering        | Resultat         | Placering        | Resultat         | Placering        |
| ------------ | --------------- | -------- | --------- | ---------------- | ---------------- | ---------------- | ---------------- | ---------------- | ---------------- |
| Aveni Miguel | Herrarnas 100 m | DSQ      | DSQ       | Gick inte vidare | Gick inte vidare | Gick inte vidare | Gick inte vidare | Gick inte vidare | Gick inte vidare |

## Handboll
Sammanfattning
| Lag                 | Gren               | Gruppspel            | Gruppspel            | Gruppspel               | Gruppspel            | Gruppspel            | Gruppspel | Kvartsfinal          | Semifinal            | Final / BM           | Final / BM       |
| Lag                 | Gren               | Motståndare Resultat | Motståndare Resultat | Motståndare Resultat    | Motståndare Resultat | Motståndare Resultat | Placering | Motståndare Resultat | Motståndare Resultat | Motståndare Resultat | Placering        |
| ------------------- | ------------------ | -------------------- | -------------------- | ----------------------- | -------------------- | -------------------- | --------- | -------------------- | -------------------- | -------------------- | ---------------- |
| Angolas damlandslag | Damernas turnering | Montenegro · F 22–33 | Norge · F 21–30      | Nederländerna · F 37–28 | Japan · V 28–25      | Sydkorea · O 31–31   | 5         | Gick inte vidare     | Gick inte vidare     | Gick inte vidare     | Gick inte vidare |

### Damernas turnering
Spelartrupp
| \| \| Pos. \| Namn \| Ålder \| \| Klubb \| \| -- \| ---- \| ------------------------ \| ------------------ \| \| ---------------------- \| \| 5 \| M9 \| Marilia Quizelete (ANG) \| 24 år (1997-06-03) \| \| Petro de Luanda \| \| 8 \| M9 \| Helena Paulo (ANG) \| 24 år (1998-01-24) \| \| Primeiro de Agosto \| \| 9 \| M9 \| Natália Bernardo (ANG) \| 34 år (1986-12-25) \| \| Primeiro de Agosto \| \| 10 \| M6 \| Albertina Kassoma (ANG) \| 25 år (1996-06-12) \| \| Rapid București \| \| 12 \| MV \| Helena Sousa (ANG) \| 26 år (1994-11-07) \| \| Saint-Amand Handball \| \| 13 \| H6 \| Natália Kamalandua (ANG) \| 22 år (1998-12-25) \| \| Petro de Luanda \| \| 15 \| H9 \| Azenaide Carlos (ANG) \| 31 år (1990-06-14) \| \| RK Podravka Koprivnica \| \| 16 \| MV \| Teresa Almeida (ANG) \| 33 år (1988-04-05) \| \| Petro de Luanda \| \| 17 \| H9 \| Wuta Dombaxe (ANG) \| 35 år (1986-04-05) \| \| Primeiro de Agosto \| \| 20 \| V9 \| Stélvia Pascoal (ANG) \| 18 år (2002-10-20) \| \| Petro de Luanda \| \| 21 \| V9 \| Magda Cazanga (ANG) \| 30 år (1991-05-28) \| \| Petro de Luanda \| \| 23 \| H6 \| Juliana Machado (ANG) \| 26 år (1994-11-06) \| \| Primeiro de Agosto \| \| 25 \| M6 \| Liliana Venâncio (ANG) \| 25 år (1995-09-19) \| \| Primeiro de Agosto \| \| 90 \| M9 \| Isabel Guialo (ANG) \| 31 år (1990-04-08) \| \| Fleury Loiret HB \| | Förbundskapten(-er): Filipe Cruz                                                                                  |                          |                    |           |                        |
| \| \| Pos. \| Namn \| Ålder \| \| Klubb \| \| -- \| ---- \| ------------------------ \| ------------------ \| \| ---------------------- \| \| 5 \| M9 \| Marilia Quizelete (ANG) \| 24 år (1997-06-03) \| \| Petro de Luanda \| \| 8 \| M9 \| Helena Paulo (ANG) \| 24 år (1998-01-24) \| \| Primeiro de Agosto \| \| 9 \| M9 \| Natália Bernardo (ANG) \| 34 år (1986-12-25) \| \| Primeiro de Agosto \| \| 10 \| M6 \| Albertina Kassoma (ANG) \| 25 år (1996-06-12) \| \| Rapid București \| \| 12 \| MV \| Helena Sousa (ANG) \| 26 år (1994-11-07) \| \| Saint-Amand Handball \| \| 13 \| H6 \| Natália Kamalandua (ANG) \| 22 år (1998-12-25) \| \| Petro de Luanda \| \| 15 \| H9 \| Azenaide Carlos (ANG) \| 31 år (1990-06-14) \| \| RK Podravka Koprivnica \| \| 16 \| MV \| Teresa Almeida (ANG) \| 33 år (1988-04-05) \| \| Petro de Luanda \| \| 17 \| H9 \| Wuta Dombaxe (ANG) \| 35 år (1986-04-05) \| \| Primeiro de Agosto \| \| 20 \| V9 \| Stélvia Pascoal (ANG) \| 18 år (2002-10-20) \| \| Petro de Luanda \| \| 21 \| V9 \| Magda Cazanga (ANG) \| 30 år (1991-05-28) \| \| Petro de Luanda \| \| 23 \| H6 \| Juliana Machado (ANG) \| 26 år (1994-11-06) \| \| Primeiro de Agosto \| \| 25 \| M6 \| Liliana Venâncio (ANG) \| 25 år (1995-09-19) \| \| Primeiro de Agosto \| \| 90 \| M9 \| Isabel Guialo (ANG) \| 31 år (1990-04-08) \| \| Fleury Loiret HB \| | Positioner: MV - Målvakt V6 - Vänstersexa V9 - Vänsternia M6 - Mittsexa M9 - Mittnia H6 - Högersexa H9 - Högernia |                          |                    |           |                        |
| \| \| Pos. \| Namn \| Ålder \| \| Klubb \| \| -- \| ---- \| ------------------------ \| ------------------ \| \| ---------------------- \| \| 5 \| M9 \| Marilia Quizelete (ANG) \| 24 år (1997-06-03) \| \| Petro de Luanda \| \| 8 \| M9 \| Helena Paulo (ANG) \| 24 år (1998-01-24) \| \| Primeiro de Agosto \| \| 9 \| M9 \| Natália Bernardo (ANG) \| 34 år (1986-12-25) \| \| Primeiro de Agosto \| \| 10 \| M6 \| Albertina Kassoma (ANG) \| 25 år (1996-06-12) \| \| Rapid București \| \| 12 \| MV \| Helena Sousa (ANG) \| 26 år (1994-11-07) \| \| Saint-Amand Handball \| \| 13 \| H6 \| Natália Kamalandua (ANG) \| 22 år (1998-12-25) \| \| Petro de Luanda \| \| 15 \| H9 \| Azenaide Carlos (ANG) \| 31 år (1990-06-14) \| \| RK Podravka Koprivnica \| \| 16 \| MV \| Teresa Almeida (ANG) \| 33 år (1988-04-05) \| \| Petro de Luanda \| \| 17 \| H9 \| Wuta Dombaxe (ANG) \| 35 år (1986-04-05) \| \| Primeiro de Agosto \| \| 20 \| V9 \| Stélvia Pascoal (ANG) \| 18 år (2002-10-20) \| \| Petro de Luanda \| \| 21 \| V9 \| Magda Cazanga (ANG) \| 30 år (1991-05-28) \| \| Petro de Luanda \| \| 23 \| H6 \| Juliana Machado (ANG) \| 26 år (1994-11-06) \| \| Primeiro de Agosto \| \| 25 \| M6 \| Liliana Venâncio (ANG) \| 25 år (1995-09-19) \| \| Primeiro de Agosto \| \| 90 \| M9 \| Isabel Guialo (ANG) \| 31 år (1990-04-08) \| \| Fleury Loiret HB \| | |                          |                    |           |                        |
| | Pos. | Namn                     | Ålder              |           | Klubb                  |
| 5 | M9 | Marilia Quizelete (ANG)  | 24 år (1997-06-03) | Angola    | Petro de Luanda        |
| 8 | M9 | Helena Paulo (ANG)       | 24 år (1998-01-24) | Angola    | Primeiro de Agosto     |
| 9 | M9 | Natália Bernardo (ANG)   | 34 år (1986-12-25) | Angola    | Primeiro de Agosto     |
| 10 | M6 | Albertina Kassoma (ANG)  | 25 år (1996-06-12) | Rumänien  | Rapid București        |
| 12 | MV | Helena Sousa (ANG)       | 26 år (1994-11-07) | Frankrike | Saint-Amand Handball   |
| 13 | H6 | Natália Kamalandua (ANG) | 22 år (1998-12-25) | Angola    | Petro de Luanda        |
| 15 | H9 | Azenaide Carlos (ANG)    | 31 år (1990-06-14) | Kroatien  | RK Podravka Koprivnica |
| 16 | MV | Teresa Almeida (ANG)     | 33 år (1988-04-05) | Angola    | Petro de Luanda        |
| 17 | H9 | Wuta Dombaxe (ANG)       | 35 år (1986-04-05) | Angola    | Primeiro de Agosto     |
| 20 | V9 | Stélvia Pascoal (ANG)    | 18 år (2002-10-20) | Angola    | Petro de Luanda        |
| 21 | V9 | Magda Cazanga (ANG)      | 30 år (1991-05-28) | Angola    | Petro de Luanda        |
| 23 | H6 | Juliana Machado (ANG)    | 26 år (1994-11-06) | Angola    | Primeiro de Agosto     |
| 25 | M6 | Liliana Venâncio (ANG)   | 25 år (1995-09-19) | Angola    | Primeiro de Agosto     |
| 90 | M9 | Isabel Guialo (ANG)      | 31 år (1990-04-08) | Frankrike | Fleury Loiret HB       |

Gruppspel
| Lag i grönt klara för utslagsspel |

| Lag           | S | V | O | F | GM  | IM  | MS  | P  |
| ------------- | - | - | - | - | --- | --- | --- | -- |
| Norge         | 5 | 5 | 0 | 0 | 170 | 123 | +47 | 10 |
| Nederländerna | 5 | 4 | 0 | 1 | 169 | 143 | +26 | 8  |
| Montenegro    | 5 | 2 | 0 | 3 | 139 | 142 | −3  | 4  |
| Sydkorea      | 5 | 1 | 1 | 3 | 147 | 165 | −18 | 3  |
| Angola        | 5 | 1 | 1 | 3 | 130 | 156 | −26 | 3  |
| Japan         | 5 | 1 | 0 | 4 | 124 | 150 | −26 | 2  |

|       | 25 juli 2021 | Montenegro   | 33 – 22           | Angola       | Yoyogi National Gymnasium, Tokyo  |                                   |
| 14:15 | 14:15        | Radičević 12 | (13 – 12) Rapport | Kamalandua 6 | Domare: Alpaidze, Berezkina (RUS) | Domare: Alpaidze, Berezkina (RUS) |
| 14:15 | 14:15        |              |                   |              | Domare: Alpaidze, Berezkina (RUS) | Domare: Alpaidze, Berezkina (RUS) |
| 14:15 | 14:15        |              |                   |              | Domare: Alpaidze, Berezkina (RUS) | Domare: Alpaidze, Berezkina (RUS) |

|       | 27 juli 2021 | Angola            | 21 – 30           | Norge             | Yoyogi National Gymnasium, Tokyo |                                  |
| 19:30 | 19:30        | Guialo, Kassoma 6 | (10 – 15) Rapport | Solberg-Isaksen 7 | Domare: García, Paolantoni (ARG) | Domare: García, Paolantoni (ARG) |
| 19:30 | 19:30        |                   |                   |                   | Domare: García, Paolantoni (ARG) | Domare: García, Paolantoni (ARG) |
| 19:30 | 19:30        |                   |                   |                   | Domare: García, Paolantoni (ARG) | Domare: García, Paolantoni (ARG) |

|       | 29 juli 2021 | Nederländerna  | 37 – 28           | Angola   | Yoyogi National Gymnasium, Tokyo |                                  |
| 09:00 | 09:00        | Van Wetering 7 | (17 – 15) Rapport | Guialo 8 | Domare: El-Saied, El-Saied (EGY) | Domare: El-Saied, El-Saied (EGY) |
| 09:00 | 09:00        |                |                   |          | Domare: El-Saied, El-Saied (EGY) | Domare: El-Saied, El-Saied (EGY) |
| 09:00 | 09:00        |                |                   |          | Domare: El-Saied, El-Saied (EGY) | Domare: El-Saied, El-Saied (EGY) |

|       | 31 juli 2021 | Angola        | 28 – 25           | Japan  | Yoyogi National Gymnasium, Tokyo |                                  |
| 09:00 | 09:00        | tre spelare 5 | (15 – 13) Rapport | Hara 6 | Domare: García, Paolantoni (ARG) | Domare: García, Paolantoni (ARG) |
| 09:00 | 09:00        |               |                   |        | Domare: García, Paolantoni (ARG) | Domare: García, Paolantoni (ARG) |
| 09:00 | 09:00        |               |                   |        | Domare: García, Paolantoni (ARG) | Domare: García, Paolantoni (ARG) |

|       | 2 augusti 2021 | Sydkorea        | 31 – 31           | Angola   | Yoyogi National Gymnasium, Tokyo       |                                        |
| 09:00 | 09:00          | Yura, Eun-hye 7 | (16 – 17) Rapport | Guialo 8 | Domare: Bonaventura, Bonaventura (FRA) | Domare: Bonaventura, Bonaventura (FRA) |
| 09:00 | 09:00          |                 |                   |          | Domare: Bonaventura, Bonaventura (FRA) | Domare: Bonaventura, Bonaventura (FRA) |
| 09:00 | 09:00          |                 |                   |          | Domare: Bonaventura, Bonaventura (FRA) | Domare: Bonaventura, Bonaventura (FRA) |

## Judo
| Idrottare           | Gren                      | Sextondelsfinal              | Åttondelsfinal       | Kvartsfinal          | Semifinal            | Återkval             | Final / BM           | Final / BM       |
| Idrottare           | Gren                      | Motståndare Resultat         | Motståndare Resultat | Motståndare Resultat | Motståndare Resultat | Motståndare Resultat | Motståndare Resultat | Placering        |
| ------------------- | ------------------------- | ---------------------------- | -------------------- | -------------------- | -------------------- | -------------------- | -------------------- | ---------------- |
| Diassonema Mucungui | Damernas lättvikt (57 kg) | Liparteliani (GEO) F 000–100 | Gick inte vidare     | Gick inte vidare     | Gick inte vidare     | Gick inte vidare     | Gick inte vidare     | Gick inte vidare |

## Segling
| Idrottare                     | Gren          | Race | Race | Race | Race | Race | Race | Race | Race | Race | Race | Race | Poäng | Placering |
| Idrottare                     | Gren          | 1    | 2    | 3    | 4    | 5    | 6    | 7    | 8    | 9    | 10   | M*   | Poäng | Placering |
| ----------------------------- | ------------- | ---- | ---- | ---- | ---- | ---- | ---- | ---- | ---- | ---- | ---- | ---- | ----- | --------- |
| Paixão Afonso Matias Montinho | Herrarnas 470 | DNF  | 18   | 19   | 19   | 19   | 18   | 18   | 19   | 19   | 19   | EL   | 167   | 19        |

M = Medaljrace; EL = Utslagen – gick inte vidare till medaljracet

## Simning
| Idrottare      | Gren                      | Heat  | Heat      | Semifinal        | Semifinal        | Final            | Final            |
| Idrottare      | Gren                      | Tid   | Placering | Tid              | Placering        | Tid              | Placering        |
| -------------- | ------------------------- | ----- | --------- | ---------------- | ---------------- | ---------------- | ---------------- |
| Salvador Gordo | Herrarnas 100 m fjärilsim | 55,96 | 54        | Gick inte vidare | Gick inte vidare | Gick inte vidare | Gick inte vidare |
| Catarina Sousa | Damernas 100 m frisim     | 59,35 | 47        | Gick inte vidare | Gick inte vidare | Gick inte vidare | Gick inte vidare |